# イタリア文化

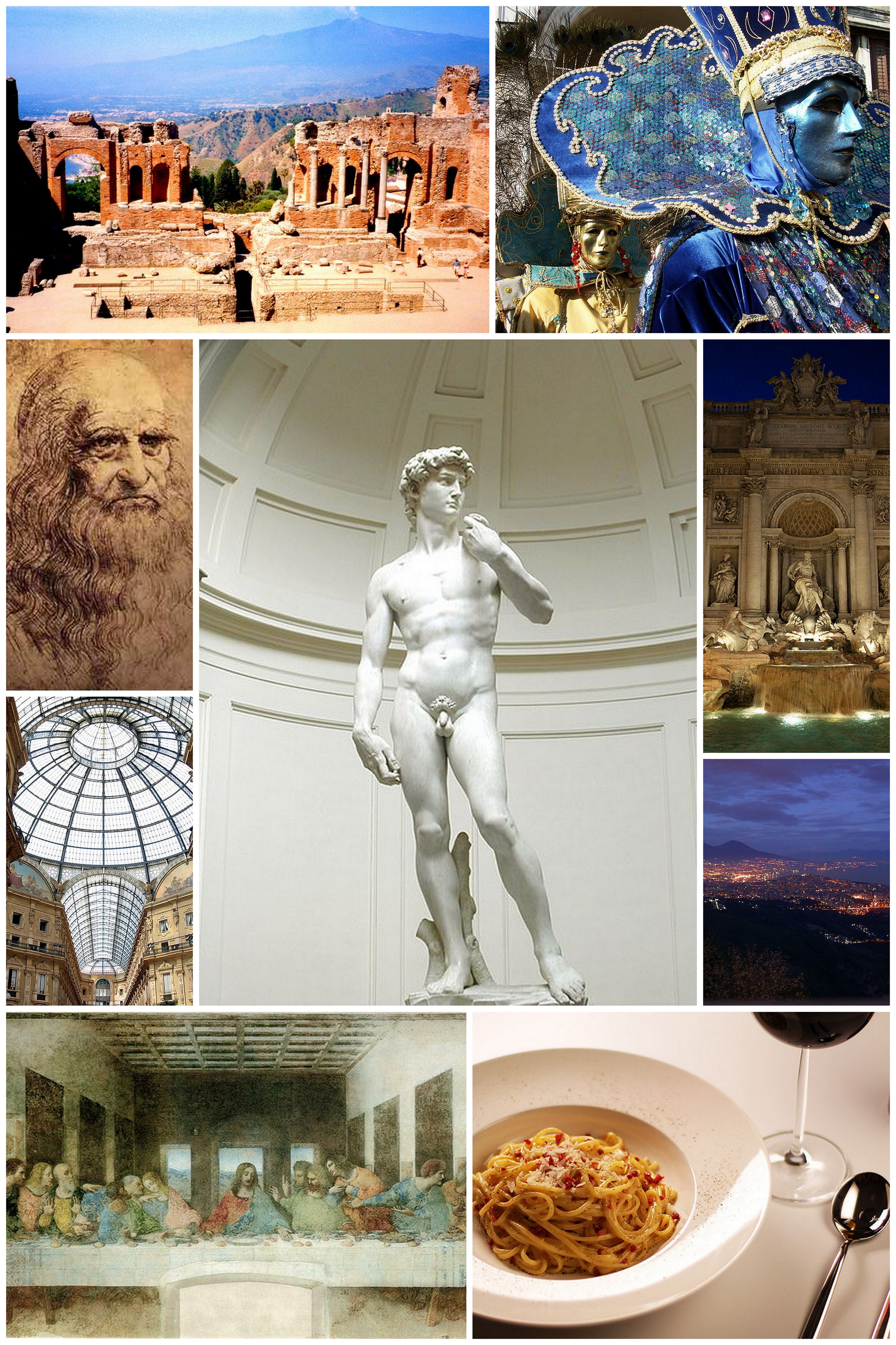
ダビデ像の周囲には、左上の角から時計回りに、タオルミーナの古代劇場、ヴェネツィア・カーニバル、トレヴィの泉、ナポリのパノラマ風景、スパゲッティと赤ワイン、最後の晩餐、ヴィットーリオ・エマヌエーレ2世のガッレリア、そしてレオナルド・ダ・ヴィンチの自画像が配置されている。

イタリア文化（イタリア語: Cultura italiana）、またイタリア文明とは、イタリア半島およびイタリア人の歴史を軸に、その歩みの中で培われてきた知識や信仰、料理、芸術、法律、風習など、あらゆる要素を包括している。イタリアはローマ帝国やカトリック教会・ルネサンスの絶対的な中心地であり、また、バロックや新古典主義・未来派といった国際的に影響力のある運動の発祥地としても広く知られている。大航海時代や科学革命といった歴史的な出来事にも、西欧および南欧の一部として重要な役割を果たした。現在のイタリアは文化的超大国と見なされており、イタリア半島はギリシャ半島と並び、西洋文明の二大発祥地の1つと認識されている。